# Гермес Трисмегист
Герме́с Трисмеги́ст (греч. Ἑρμῆς ο Τρισμέγιστος — «Гермес Триждывеличайший»; лат. Mercurius ter Maximus) — имя синкретического божества, сочетающего в себе черты древнеегипетского бога мудрости и письма Тота и древнегреческого бога Гермеса. В герметической традиции — пророк, автор теософского учения, излагаемого в известных под его именем книгах и отдельных отрывках (герметический корпус). В христианской традиции — один из пророков, предвестивших явление спасителя. Арабские авторы иногда отождествляли его с кораническим пророком  Идрисом.

## Гермес Трисмегист как божество
Старейшее упоминание о Гермесе-Меркурии, одновременно являющимся Тотом, содержится в трактате Цицерона «О природе богов», где сообщается, что на самом деле было пять Меркуриев, и тот, «которому поклоняются фенеты (жители города Фенея в Аркадии), как говорят, убил Аргуса, по этой причине бежал в Египет и сообщил египтянам законы и письменность. Египтяне его называют Тотом, и так же называется у них первый месяц в году по лунному календарю, соответствующий началу разлива Нила».

## Гермес Трисмегист как философ
По Лактанцию и Августину Гермес Трисмегист известен как весьма древний автор ряда «герметических» произведений, в подлинности которых отцы церкви не сомневались.

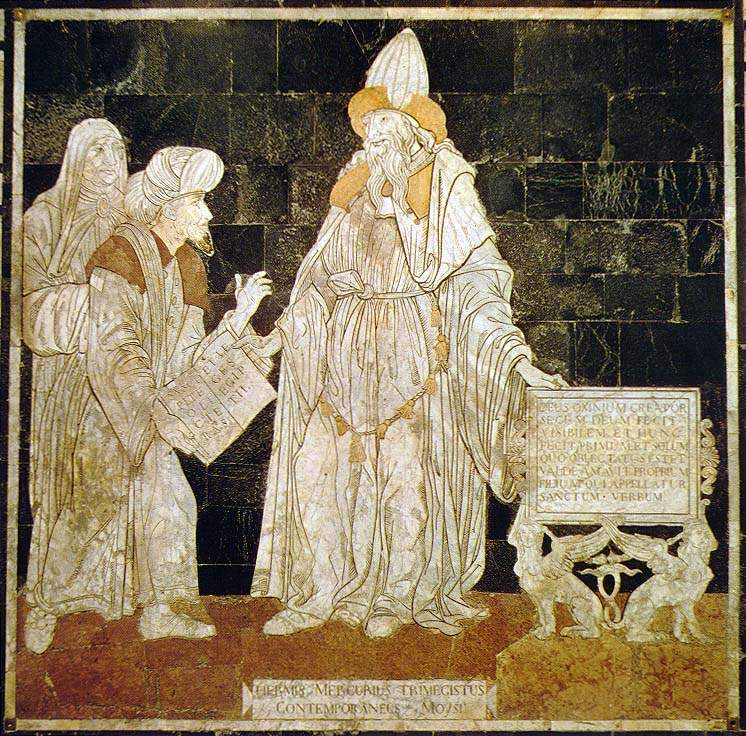
Гермес Меркурий Трисмегист, современник Моисея. Мозаика на полу кафедрального собора Сиены, 1480-е годы

Лактанций в своём трактате «О гневе Божьем» указывает, что Трисмегист гораздо древнее Пифагора и Платона. Он считает Трисмегиста одним из важнейших языческих провидцев, предсказавших приход христианства. В «Установлениях» Лактанций стремится показать, что языческая мудрость согласуется с христианским учением, в подтверждение этой мысли он обильно цитирует по-гречески трактат Гермеса «Совершенное слово», известный сейчас в латинском переводе как «Асклепий».
Августин в трактате «О граде Божьем», кн. 18, гл. 39, пишет, что Меркурий Трисмегист хотя и старше греческих мудрецов, но моложе Моисея. Именно, Моисей жил одновременно с великим астрологом Атласом, братом Прометея, который был прапрадедом Меркурия Трисмегиста. Августин признаёт Трисмегиста пророком пришествия христианства, но в отличие от Лактанция не видит в этом заслуги, ибо знание будущего Трисмегист получил от демонов, которым он служил. Августин в кн. 8 гл. 23 подробно обсуждает и порицает тот фрагмент «Асклепия», в котором описывается одушевление статуй путём магического привлечения в них духов или демонов.
Климент Александрийский упоминает 36 книг Гермеса, заключающих в себе всю египетскую философию, 6 его книг по медицине, две книги с музыкой и гимнами Гермеса, и 4 книги Гермеса о звёздах. При этом Климент не цитирует ни одной из них.
В средневековой Европе ходило множество трактатов на латинском языке, приписываемых Гермесу Трисмегисту и посвящённых в основном магии, астрологии, алхимии и медицине, важнейшими из них являются «Асклепий» и знаменитая «Изумрудная скрижаль». Во второй половине XV века Фичино добавляет к ним греческий текст «Поймандра», то есть первые 14 трактатов т. н. Герметического корпуса.

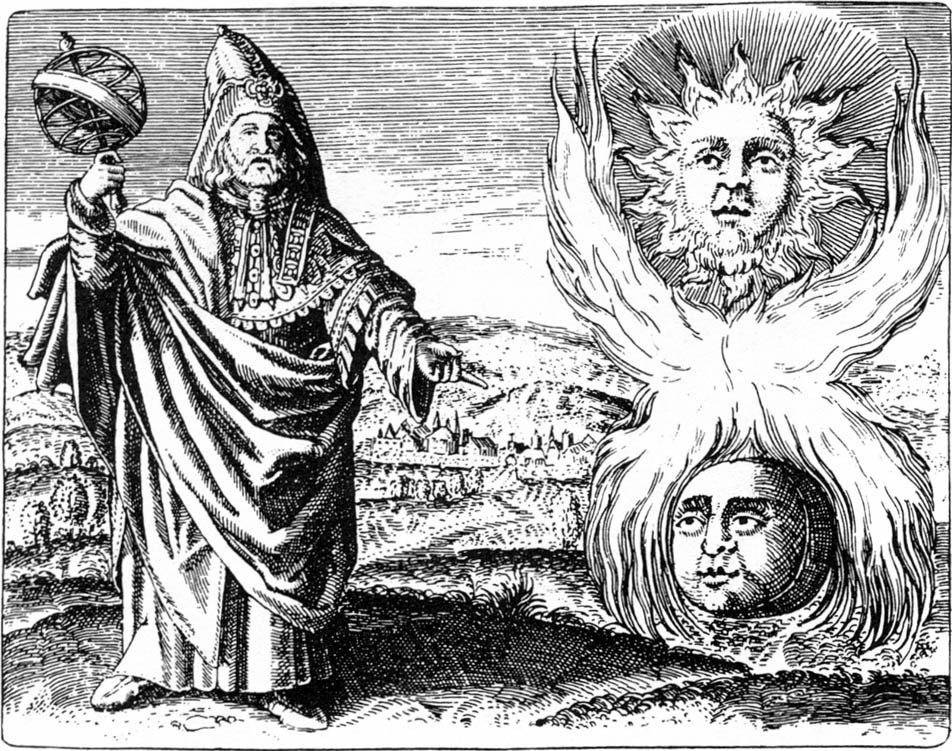
Гермес Трисмегист, D. Stolcius von Stolcenbeerg: Viridarium chymicum, 1624

В XV—XVI веках Трисмегист пользовался непререкаемым авторитетом как древнейший философ и маг. Показательно, что Фичино отложил перевод диалогов Платона для того, чтобы прежде перевести оказавшиеся в его руках трактаты из герметического корпуса. Впервые глубокое сомнение в подлинности сочинений Гермеса Трисмегиста высказал швейцарский филолог Исаак де Казобон (1614 год), который анализировал греческий текст фичиновского «Поймандра» и высказал предположение, что сочинения Гермеса Трисмегиста были фальсифицированы в раннехристианскую эпоху с целью приспособления христианской доктрины ко вкусам язычников и показывает, что они составлены отчасти по произведениям платоников, отчасти по христианским священным книгам.
Сам факт существования Гермеса Трисмегиста Казобон не отрицал.
Вплоть до первой половины XVIII века Трисмегиста рассматривали как реальное историческое лицо.
Современные исследователи (Андре-Жан Фестюжьер, Ф. Йейтс) полагают, что «Асклепий» и трактаты герметического свода были написаны примерно во II—III вв. н. э., латинский перевод «Асклепия» выполнен до IV в. н. э. При этом принято считать, что Казобон преувеличил роль христиан в создании герметических сочинений.
Авторство Гермеса Трисмегиста приписывают также рукописи «Книга Гермеса Мудрого» (Китаб Хирмис аль-хаким).

## В исламской традиции
Легенды, связанные с именем Гермеса Трисмегиста, принимали различные формы.
Одно из первых упоминаний о нём в исламском мире содержится в работах Абу Сахля аль-Фадля ибн ан-Наубахта (умер около 815 г.), астролога при дворе нескольких первых халифов из династии Аббасидов.
Более поздние авторы, ссылаясь на ан-Наубахта, называют Гермеса жителем Вавилона, который после завоевания Персидской империи Александром Македонским был вынужден переселиться в Египет. Эта теория может служить в поддержку версии о зарождении астрологии Гермеса на территории Персидской империи, что делало её доступной для изучения ан-Наубахтом — персидским астрологом, служившим при дворе халифа в Багдаде.
Современные исследователи отмечают разнородный характер собранных в исламском мире отдельных работ, принадлежащих к богатому творческому наследию Гермеса. Созданные в разное время, в соответствии с разными целями и задачами, эти работы объединены лишь предполагаемым авторством Гермеса.

## Сочинения
- Асклепий
- Герметический корпус
- Изумрудная скрижаль
- Гермес Трисмегист. Книга двадцати четырёх философов / Вступительная статья, пер. с лат. В. Н. Морозова, М. В. Семиколенных, А. А. Элкера // Вестник Ленинградского государственного университета имени А. С. Пушкина (2) (2011), т. 2, с. 35-40.
- Афоризмы Гермеса Трисмегиста — квинтэссенция астрологических трактатов Гермеса, собранная Стефаном из Мессины (Stephanus de Messina) для короля Сицилии Манфреда (1232—1266)
Перевод К. Богуцкого по пражскому изданию 1564 г. // Гермес Трисмегист и герметическая традиция Востока и Запада. Сост., комм. и пер. К. Богуцкого. Киев-М., 1998. ISBN 966-7068-06-4
Афоризмы Гермеса // 100 астрологических афоризмов Гермеса Трисмегиста. (Перевод с английского и латинского Сибалакова А. Г.)